# Karl Christian zur Lippe-Weißenfeld
Graf, ab 1918 Prinz Karl Christian zur Lippe-Weißenfeld (* 21. Oktober 1889 in Martinswaldau (Niederschlesien); † 18. September 1942 in Jauer) war ein deutscher Gutsbesitzer und Landrat.

## Leben
Er war der Sohn des Grafen (ab 1918 Prinzen) Kurt zur Lippe-Weißenfeld und dessen Ehefrau Sophie von Klengel. Lippe-Weißenfeld promovierte zum Dr. phil., wurde Besitzer von See und preußischer Landrat des Landkreises Jauer. Im Ersten Weltkrieg war Lippe-Weißenfeld Leutnant im Garde-Schützen-Bataillon, dann Oberleutnant der Reserve.
Am 26. Juli 1928 heiratete er in Dessau Hedwig-Maria von Trotha, die Tochter des Landwirts und Oberförsters Hans Thilo von Trotha-Hecklingen und der Hedwig Gräfin von der Schulenburg auf Kruge. Ihr Sohn Prinz Karl Christian wurde 1930 in Dessau geboren und 1938 von Jobst-Hermann von Lippe-Weißenfeld adoptiert, 1939 gerichtlich bestätigt. Karl Christian jun. zur Lippe-Weißenfeld-See, seit 1942 Erbe auf Schloss See, starb 2013 in Leopoldshöhe.
Zum 1. Februar 1931 trat Karl Christian zur Lippe der NSDAP bei (Mitgliedsnummer 461.527). Die Mitgliedsnummer bei der Schutzstaffel ist in den SS-Dienstalterslisten mit Nr. 18.218 angegeben, womit sich der Eintritt ebenso etwa auf 1931 datieren lässt. Am 9. November 1935 wurde er gleich im Offiziersrang eines Sturmbannführers genannt, zur Verfügung der Stammabteilung (Reserve) SS-Standarte 8 Liegnitz. Später war er SS-Obersturmbannführer.
1937 führt die letzte amtlich publizierte Ausgabe des Güter-Adreßbuch Schlesien sein Gut Schloss See im Kreis Rothenburg mit 467 ha auf, altererbt seit 1794. Der Gutsbetrieb wurde von einem Inspektor geführt.
Bereits 1922 wurde Lippe-Weißenfeld als Ehrenritter des Johanniterordens geführt, trat dort lt. Johanniter-Ordensblatt im Dezember 1938 weisungsgemäß wegen der Doppelmitgliedschaft mit der NSDAP wieder aus.
Karl Christian zur Lippe-Weißenfeld war zuletzt Hauptmann der Reserve.

### Genealogie
- Gottfried Graf Finck v. Finckenstein, Christoph Franke: Gothaisches Genealogisches Handbuch der Fürstlichen Häuser. (GGH), Band I, Band 1 der Gesamtreihe GGH, Verlag des Deutschen Adelsarchivs, Marburg 2015, S. 160. ISBN 978-3-9817243-0-1.
- Hans Friedrich v. Ehrenkrook: Genealogisches Handbuch der Fürstlichen Häuser, Band I, I. Abt. (ehem. reg. Häuser), Band 1 der Gesamtreihe GHdA, C. A. Starke, Glücksburg/Ostsee 1951, S. 72. ISSN 0435-2408
- Gothaisches Genealogisches Taschenbuch der Fürstlichen Häuser 1942. I, Abt. A, Lippe, III. (Erbherrliche Linie): Lippe-Weißenfeld, Jg. 179, Justus Perthes, Gotha 1941–11, S. 68. (Letztausgabe, zugleich Adelsmatrikel der Deutschen Adelsgenossenschaft).
- Gothaisches Genealogisches Taschenbuch der Adeligen Häuser 1941, Teil A (Uradel), Jg. 41, Justus Perthes, Gotha 1940, S. 562. (Trotha).